# Arik-den-ili
Arik-den-ili (fl. XIV-XIII secolo a.C.) ricordato come GÍD-DI-DINGIR, “è di lunga durata il giudizio di Dio”, fu re degli Assiri ed era figlio di Enlil-nirari al quale succedette. Governò per circa dodici anni durante i quali continuò la tradizione delle campagne militari contro i popoli che abitavano vicini al regno assiro.